# Peso chilian
Un peso chilian este unitatea monetară oficială a statului Chile. Simbolul său este "$" și codul său ISO este "CLP". Peso-ul chilian este subdivizat în 100 de centavos, deși monedele de centavo nu mai sunt în circulație de la anii '80. 
Peso-ul chilian este utilizat în toată economia Chilei și este emis de Banca Centrală a Chilei. Monedele în circulație au valorile de 1, 5, 10, 50, 100 și 500 de pesos chilieni, iar bancnotele au valorile de 1.000, 2.000, 5.000, 10.000 și 20.000 de pesos chilieni.